# Norabats
Norabats (in armeno Նորաբաց?, fino al 1978 Yengija) è un comune dell'Armenia di 2 154 abitanti (2008) della provincia di Ararat.